# Jalaanjärvi
Jalaanjärvi är en sjö i kommunen Sysmä i landskapet Päijänne-Tavastland i Finland. Arean är 34 hektar och strandlinjen är 2,85 kilometer lång. Sjön  ingår i Kymmene älvs huvudavrinningsområde.   Den ligger omkring 78 kilometer norr om Lahtis och omkring 170 kilometer norr om Helsingfors. 